# Suburban Girl
Suburban Girl (conocida en España como Historias de Manhattan y en Hispanoamérica como ¿Cómo atrapar a un millonario?) es una película de comedia romántica, que fue estrenada en 2007, dirigida por Marc Klein y protagonizada por Sarah Michelle Gellar (Buffy the Vampire Slayer, The Grudge), Alec Baldwin (30 Rock), Maggie Grace (The Fog) y James Naughton. La película fue filmada en la ciudad de Nueva York y es una adaptación de dos cuentos cortos de Melissa Bank, The Girls' Guide to Hunting and Fishing.
Es una comedia romántica producida por Gigi Pritzker y Deborah Del Prete, los productores de El Planificador de la boda y Green Street Hooligans. La película se presentó en Nueva York en el Festival de Cine de Tribeca en abril y mayo de 2007. En DVD y Blu-ray fue el 15 de enero de 2008.

## Argumento
Brett Eisenberg es editora que trabaja en una de las mejores editoriales de Manhattan. Su modesta vida transcurre entre el tiempo que pasa con su mejor amiga, Chloe y el que no pasa con su novio, que todo el tiempo está viajando. Pero su empeño por prosperar la lleva a coincidir con el poderoso magnate del mundo editorial Archie Knox. El destino quiso que él se fijara en ella y a partir de entonces su vida cambió por completo.

## Reparto
- Sarah Michelle Gellar - Brett Eisenberg
- Alec Baldwin - Archie Knox
- Maggie Grace - Chloe
- Vanessa Branch - Faye Faulkner
- Marin Ireland - Katie
- Chris Carmack - Jed Hanson

## Recepción
La película recibió en general críticas mixtas de los críticos. Tiene una puntuación global de 50% en Rotten Tomatoes. Se describió como "una mezcla de Sex and the City y The Devil Wears Prada" y "una comedia romántica sofisticada" de acuerdo con Variety.com. Su química en pantalla con Alec Baldwin fue bien criticada o alabada, con Eye For Film comentando, "La película funciona mejor cuando Baldwin y Gellar están juntos". El sitio web moviepictirefilm.com dice "Gellar y Baldwin, ambos dan resultados maravillosos y que su composición química es muy real y, en definitiva, muy doloroso. conteniendo un montón de risas como un asesino que podría dar de The Devil Wears Prada al funcionamiento para su dinero, esta película tiene algo poco común en la mayoría de comedias románticas, toneladas de estilo y un gran corazón."